# Port Fangós
El Port Fangós va ser un port marítim ubicat al Delta de l'Ebre utilitzat principalment per a la preparació de les expedicions militars durant els segles XIII i XIV. A partir del s.XV es va abandonar per l'acumulació de sediments i en l'actualitat només en queda l'aiguamoll de la Platjola.

## Ubicació
El Port Fangós s'ubicava en els actuals termes municipals de Sant Jaume d'Enveja i de Deltebre en la zona anterior a l'actual illa de Buda. Després de la seva desaparició a causa de les sedimentacions i els canvis de curs del riu Ebre, les seves restes formaren l'anomenat Pantà. En l'actualitat només en queda l'aiguamoll de la Platjola, que podria haver estat una de les goles d'accés al Port.

## Utilització militar
Va ser el port militar més important de la Corona d’Aragó durant els segles XIII i XIV, d'on van sortir les armades que van anar a conquerir Sicília i Sardenya i que van permetre l’expansió mediterrània de la corona. El Port Fangós presentava diversos avantatges, com les seves grans dimensions, l'equidistància entre les ciutats de València i Barcelona, la proximitat al riu Ebre per facilitar l'accés des d'Aragó, i l'existència de la ciutat de Tortosa com a població important propera per a la provisió de materials.
Es coneixen les expedicions següents que van salpar des de Port Fangós:
- La conquesta de Sicília per Pere el Gran, l'any 1282
- La conquesta de Sardenya, per Jaume II i l’infant Alfons, el 1323
- L'expedició de suport a les guerres de Sardenya, en època de Joan I, el 1394
- Ja sota Martí l'Humà, l'expedició de 1398 per atacar el nord d'Àfrica, i que el 1399 va anar en socors del papa Benet XIII a Avinyó, remuntant el Roine.

La següent gran expedició, la de 1420 d'Alfons el Magnànim a Sardenya ja no va utilitzar Port Fangós, sinó que va sortir del port dels Alfacs.